# Exochus convergens
Exochus convergens är en stekelart som beskrevs av Kusigemati 1971. Exochus convergens ingår i släktet Exochus och familjen brokparasitsteklar. Inga underarter finns listade i Catalogue of Life.